# Стратимир (деспот)
Стратимир або Страцимир (серб.: Страцимир Крански, бол.: Страѯимирё) — болгарський князь, деспот Кранський або Кринський (1324—1331). Засновник королівської династії Стратимировичів. Батько імператора Болгарії Івана Олександра.

## Життєпис
Про життя князя Стратимира до 20-х років XIV ст. не зберіглось багато інформації. Він був великим болгарським феодалом у районі Карвуна, Крена або Крина, де керував напівнезалежним князівством. Проф. Д. Атанасов припускає що вихід Варненської митрополії з лона Тирновського патріархату є підтвердженням влади деспота Стратимира у Карвунському князівстві. 
Перша згадка про Стратимира походить з хроніки імператора Івана Кантакузіна, що після палацового перевороту в Болгарії 1331 року «болгари назвали своїм царем Олександра, племінника раніше правлячого Михайла і сина Стратимира» (Μιχαήλ, Αλέξavdρoυ τύν Ʃtrευντzimήρου) άπδικήν vasylέα έυόten. Відомо, що імператор болгар Іван Олександр був племінником по материнській лінії покійного правителя Михайла III Шишмана, а його мати Кераца Петриця була сестрою Михайла. 
У середньовічному церковному Бориловому синодику є запис «Деспоту Стразимиру і його братам Радославу і Димитру – вічна пам’ять!». Враховуючи датування доповнення до Борилового синодику, на момент сходження Івана Олександра на трон Болгарії у 1331 році Стратимир вже помер.
Стратимир проводив незалежну політику, і в період 1321-1323 рр., коли всього за три роки на Тирновському престолі змінилися три болгарські імператори, він утримався при владі на своїх землях. 
Після смерті, його дружини Кераца Петрица стала його наступницею та правила в Круні, або в Карвуні. Згідно зі збереженим листом Папи Бенедикта XII до Кераці від 13 липня 1337, він дякував їй за навернення в католицизм і закликав її докласти зусиль, щоб навернути також її сина Івана Олександра, названого Папою Римським королем Болгарії - magnifcum virum Alexandrum regem Bulgariae. Також Західне Причорномор'я - Карвунська (Добруджанська) деспотія підтримували зв'язки з Генуезькою республікою та Венецією.
У Стратимира було п'ятеро дітей. Він є засновником династії Стратимировичів, яка правила Болгарською державою з 1331 року до падіння Болгарії під надиском Османської імперії.

## Родина
Князь, деспот Стратимир, одружений на Кераці Петриці, мав 5 дітей:
- Іван Олександр, деспотом Ловеча, а згодом імператор Болгарії
- Олена Болгарська, королевою Сербії, дружина короля Стефана Душана
- Іван Комнін, деспотом Валонського князівства (на узбережжі Адріатичного моря)
- Михайло, деспот Кранський
- Теодора, перебувала при сербському королівському дворі, з сестрою Оленою.